# Glycera lapidum
Glycera lapidum (лат.) — вид морских многощетинковых червей семейства Glyceridae из отряда Phyllodocida.
Встречаются на глубинах от литоральных песков до 600 м в водах Северо-Восточной Атлантики, включая Средиземное море, проливы Скагеррак и Каттегат и Северное море. Длина тела до 150 мм, включает до 170 сегментов. Имеют длинный простомий. Нотосеты простые. Параподии двуветвистые. Тело длинное с многочисленными сегментами, простомий конической формы. 2 пары коротких антенн. Хищники, охотятся на мелких беспозвоночных
.